# Список епізодів мультсеріалу «Ми звичайні ведмеді»
Ми звичайні ведмеді американський мультсеріал на Cartoon Network. Створений  Денисом Чонгом та режисером Менні Ернандес, він розповідає про пригоди трьох антропоморфних ведмедів – Ґріза, Панду, та Білого  (озвучених в оригіналі Еріком Едельштейн, Боббі Мойніганом і Деметрі Мартіном), коли вони орієнтуються в житті людей у Сан Франциско. 
Перші шість епізодів серіалу вийшли в ефір протягом останнього тижня липня 2015 року, починаючи з 27 липня. Мережа продовжила серіал на другий сезон у серпні 2015 року. Перший сезон закінчився 11 лютого 2016 року, і Прем'єра другого сезону відбулася 25 лютого 2016 року. Серіал було продовжено на третій сезон у жовтні 2016 року прем'єра якого відбулася 3 квітня 2017 року, а другий сезон закінчився через тиждень, 11 квітня 2017 року; епізоди другого та третього сезонів чергувалися між собою протягом перших двох тижнів квітня. 8 березня 2018 року серіал було продовжено на четвертий і останній сезон.

## Огляд серіалу
| Сезон | Сезон           | Частина | К-сть серій | Період показу       | Період показу       |  |
| Сезон | Сезон           | Частина | К-сть серій | Прем'єра            | Фінал               |  |
| ----- | --------------- | ------- | ----------- | ------------------- | ------------------- |  |
|       | Пілот           | Пілот   | Пілот       | 21 травня 2014 року | 21 травня 2014 року |  |
|       | 1               | 1       | 26          | 27 липня 2015 року  | 11 лютого 2016 року |  |
|       | 2               | 2       | 26          | 25 лютого 2016 року | 11 квітня 2017 року |  |
|       | 3               | 3       | 44          | 3 квітня 2017 року  | 16 лютого 2018 року |  |
|       | 4               | 4       | 44          | 30 липня 2018 року  | 27 травня 2019 року |  |
|       | Фільм           | Фільм   | Фільм       | 30 червня 2020 року | 30 червня 2020 року |  |
|       | Короткометражки | 1       | 5           | 6 липня 2015 року   | 1 грудня 2015 року  |  |
|       | Короткометражки | 2       | 5           | 30 червня 2016 року | 30 червня 2016 року |  |
|       | Короткометражки | 2       | 5           | 27 квітня 2017 року | 27 квітня 2017 року |  |

1. ↑  Steinberg, Brian (12 серпня 2015). Cartoon Network Gives Second-Season Nod To We Bare Bears. Variety. Penske Media Corporation. Архів оригіналу за 5 жовтня 2015. Процитовано 16 лютого 2016.
2. ↑  Evans, Greg (October 25, 2016). "‘We Bare Bears’ Renewed For Season 3 At Cartoon Network". Retrieved on May 31, 2017.